# نجم طلایی برگ پهن
نجم طلایی برگ پهن (نام علمی: Gagea confusa)  یکی از گونه‌های سردهٔ نجم طلایی است. ارتفاع گیاه ۱۰ سانتیمتر است. برگ‌های باریک قاعده‌ای سبز روشن به عرض ۵ تا ۱۰ میلی‌متر و یک برگ ساقه‌ای مشابه و چند گل نسبتاً درشت به طول ۸ تا ۱۴ میلی‌متر از گونه‌هایی است که به سادگی قابل شناسایی است. این گونه در محل‌های تا حدودی مرطوب و اغلب در نزدیکی برف‌های در حال ذوب کوهستان‌ها و در ارتفاع حدود ۲۵۰۰ متری یا بیشتر فراوان یافت می‌شود. فصل گلدهی فروردین تا خرداد است.